# 坐姿自由女神银元
坐姿自由女神银元（英語：Seated Liberty dollar）是美国铸币局1840年至1873年间生产的一种1美元面额银质硬币，设计者是该局首席雕刻师克里斯蒂安·戈布雷希特。这是1873年铸币法案通过前出产的最后一种1美元美国银币，该法暂时中止了流通美国银元的生产。坐姿自由女神的正面是根据1836至1839年试铸的戈布雷希特银元设计，不过背面则有所不同，源于铸币局已故雕刻师约翰·赖克设计的纹章式老鹰。
坐姿自由女神银元前几年只在费城铸币局生产，1846才开始在新奥尔良投产。19世纪40年代末，白银相对黄金的价格因受加利福尼亚淘金潮的影响而上升，导致大量美国银币外流或是遭到囤积和熔融。国会于1853年通过新铸币法案，减少除银元外多种银质硬币的含银量，还规定存入银锭转制成银元的储户需支付铸币税。由于存入的白银很少，铸币局在连续多年里的银元产量都很低。直到美国西部发现大量银矿后，银元产量才有明显上升，但这时，坐姿自由女神系列也即将被贸易银元取代。
1866年，包括银元在内的多种贵金属和贱金属硬币上新增格言。1873年，国会下令坐姿自由女神银元停产，同时授权发行旨在运往外国进入商业流通的贸易银元。19世纪70年代中期，白银价格再度出现大幅下跌，引发多种社会矛盾，许多人要求恢复自由铸造银币及其法偿地位。国会于1878年通过《布兰德－艾利森法案》，摩根银元也随之诞生。

## 背景
联邦国会于1792年通过铸币法案规定，黄金和白银都拥有法定货币地位，还明确规定了1美元价值的两种贵金属重量。美国铸币局会在储户存入黄金或白银后将之打造成硬币返还。商品市场价格的变动意味着两种贵金属之间的相对价格可能会出现偏高或偏低的情况，导致人们把金币或银币囤积起来，甚至将其熔化；1792年后的数十年里，大部分遭囤积或熔化的都是银币。1806年，总统托马斯·杰斐逊正式叫停银币生产，不过铸币局实际上从1804年开始就停产了流通银元。停产银币一定程度上是为防止白银外流到其他国家，对这时还羽翼未丰的铸币局发展造成阻碍。之后25年里，储户存入的银锭通常会打造成半美元银币。1831年，铸币局局长塞缪尔·摩尔（Samuel Moore）呼吁总统安德鲁·杰克逊解除银元生产禁令，杰克逊于同年4月照办。不过，银元的实际投产直到1836年才恢复。
铸币局在19世纪30年代经历过大幅变革，采用了许多新技术。1792年铸币局成立后，其运营许可一直是由国会通过法案延长，但到了1828年，国会终于让铸币局成为联邦政府的常设机构。国会还授权新建楼房容纳费城铸币局，大楼于1832年启用。1834和1837年，国会两度调整美国硬币中的贵金属含量，成功地让美国硬币的价值达到平衡，继续和外国硬币（主要是西班牙银圆）一起在商品交易中发挥作用。1836年，铸币局购进首台蒸汽机械，人力压制机逐渐成为历史。国会于1835年授权建立了3家铸币分局，分别位于乔治亚州的达洛尼加，北卡罗莱纳州的夏洛特，以及路易斯安那州的新奥尔良。夏洛特和达洛尼加铸币局只生产金币，以满足南方矿工存入黄金的需要，新奥尔良铸币局除金币外还会铸造银币，坐姿自由女神银元便是其中一种。

## 戈布雷希特银元
1835年中期，新任铸币局局长罗伯特·M·帕特森（Robert M. Patterson）请费城画家提香·皮尔（Titian Peale）和托马斯·萨利（Thomas Sully）重新设计多款美国硬币。这年8月1日，帕特森致信萨利，建议硬币正面采用坐在石头上的自由女神形象，自由女神的右手应该拿有一条杆子，杆子顶端撑着一顶伞状帽作为“自由的象征”，千百年前，古罗马人会把这样的帽子送给获得自由的奴隶。他还请萨利把背面设计成“展翅高飞的老鹰，周围不规则地分布有24颗星星”（代表当时美国的24个州）。帕特森希望老鹰看上去更自然，他批评美国硬币上常见的纹章式老鹰“不过是想象出来的生物”，无法吸引人的目光。铸币局雕刻师威廉·尼斯（William Kneass）根据帕特森的构想准备了草图，但却很快因突发性中风导致身体部分瘫痪。1835年下半年，克里斯蒂安·戈布雷希特（Christian Gobrecht）获聘为铸币局绘图员和制模工，并且是尼斯的助理雕刻师。此后几年里，戈布雷希特名义上虽然只是尼斯的副手，但铸币局的大部分铸刻工作都是由他完成，直至1840年尼斯去世后才接任首席雕刻师职务。
戈布雷希特用萨利准备的作品草图雕刻铜版，铜版获得各级政府官员认可，硬币试产随后开始。新币的设计方案引来批评，例如前铸币局局长塞缪尔·摩尔就对“伞状帽”不以为然，他在写给财政部长利瓦伊·伍德伯里的信中引述前总统托马斯·杰斐逊的话：“我们不是解放的奴隶”。
经过一系列的试产和调整，首枚人称戈布雷希特银元的硬币于1836年12月面世。依照1792年铸币法案的规定，这年出产银元的含银量为89.2%。1837年1月18日，国会通过新法案，将美国银币的含银量从89.2%提高到90%，此后出厂的戈布雷希特银元也就含有9成白银。从1837年开始，银元的正面设计（坐姿自由女神）开始沿到面额较小的几种银币上（从半角到半美元），戈布雷希特还修改了25美分和半美元背面的纹章式老鹰。除半角硬币于1873年废除外，其他几种银币的设计都会沿用超过50年。
经过几年的小额生产，戈布雷希特银元于1839年正式停产。这种硬币的生产目的只是了解公众反响，以确定是否要重新开始铸造银元。铸币局于1837年购入纵向车床，戈布雷希特可以用其来制作新版本戈布雷希特银元和坐姿自由女神银元的大型模具。这种车床有类似缩放仪的功能，可以通过机械手段将模型上的设计缩放到硬币大小，利用这种技术可以较为方便地制作出压制硬币的模具。在此以前，雕刻师只能手工将设计模型缩小后压入模面。

## 生产

### 设计

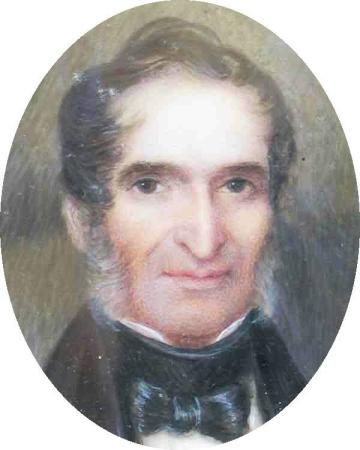
坐姿自由女神银元由铸币局首席雕刻师克里斯蒂安·戈布雷希特设计

帕特森在1840年银元全面投产前检视了包括戈布雷希特银元以内所有在铸银币的设计，要求以前任雕刻师约翰·赖克（John Reich）的设计为基础，把戈布雷希特的飞鹰背面设计改为面朝硬币左侧的纹章式白头海雕，赖克的设计最早是于1807年开始在银币和金币上采用。这样的设计变更有可能是为了让银元和25美分、半美元硬币保持统一，铸币局实际上可以将飞鹰设计沿用到小面额银币上，但却并没有这么做，其中原因已不得而知。钱币史学家沃尔特·布林（Walter Breen）推测，这有可能是因为某财政部官员更喜欢赖克的设计。
戈布雷希特银元正面采用的浮雕很高，但铸币局官员认为，为适应大批量生产的需要，新币的浮雕应该降低。帕特森聘请费城雕塑家罗伯特·波尔·休斯（Robert Ball Hughes）修改设计。休斯增大了自由女神的头部，加厚了衣纹，还从整体上降低了浮雕。正面还加上了13颗星，代表美国建国之初的13个州。采用高浮雕的戈布雷希特银元正面有一种雕像立于底座之上的质感，坐姿自由女神银元降低了浮雕，看起来更像是雕刻。
艺术史学家科尼利厄斯·弗缪尔（Cornelius Vermeule）认为，坐姿自由女神银元的正面属新古典主义风格，戈布雷希特设计的自由女神和古罗马时期的大理石雕像很相似。新古典主义学府在19世纪上半叶是很热门的学校，而且无论为政府工作的艺术家还是民间艺术家都很喜欢这种艺术风格。弗缪尔指出：“无论是费城的美国硬币雕刻师，还是从缅因州到伊利诺伊州的墓碑切割师，都是借鉴类似的艺术源泉，这几乎让人感到痛苦。”硬币背面的老鹰胸前保留有一面盾牌，弗缪尔对之不以为然，称这又是“老一套既不自然、也没有艺术美感，还在肚子上放面盾牌的老鹰，仿佛棒球裁判的护腹……（老鹰）还有超大号的爪子，一只抓着橄榄枝，另一只抓着战争之箭”。据钱币史学家大卫·兰格（David Lange）所说，这种将赖克和戈布雷希特风格相混合的背面设计被部分钱币收藏家戏称为“夹心板老鹰”。布什在有关美国硬币的著作中批评休斯不该越殂代疱，自由女神遇到这样的所谓“改善”实在是倒霉，并且新设计与萨利和戈布雷希特的原有设计相比（1836至1839年版），也“的确是个让人遗憾的烂摊子”。

### 发行
1840年7月，铸币局小批量生产了1万2500枚坐姿自由女神银元，以便存入银锭的顾客熟悉新币。国会于1837年批准向铸币局提供流动基金，铸币局可以先做出硬币，以便储户存入银锭时直接拿到硬币，无须等待铸币局的生产过程，这让公众更加容易接受新币。1840年末，贵金属生产商开始存入大量白银，铸币局需要扩大生产规模，这年11月一共生产了4万1000枚，12月也有7505枚。1841年，存入的白银量有增无减，坐姿自由女神银元的产量达到17万3000枚。前几年的坐姿自由女神银元都是在费城铸币局生产，直至1846年，新奥尔良铸币局也铸造了5万9000枚。
加利福尼亚州发现大量黄金后，大量金币开始进入美国商业渠道。市场流通中的黄金突然增多，导致白银相对黄金的价值上升，银币反倒不及银锭值钱。这种情况导致银币外流，或是在美国本土被人熔融获取白银。出口白银成了有利可图的营生，所以很少会有人把银锭存入铸币局，银元产量大幅下降，1851和1852年仅分别出产1300和1000枚。这两年版本银币的稀缺也遭人利用，成为敛财手段，19世纪50年代末，一些铸币局工作人员暗中重铸了一些刻有这些年份的银元卖给收藏家。
1853年2月，国会通过新铸币法案，将半角到半美元之间所有面额银币所含的白银重量降低6.9%，但银元保持不变。这项法案的通过导致人们不再将银锭存入铸币局打造成含银量减少的银币，仅有银元例外，但储户如果要把银锭铸造成银元，需加付0.5%的铸币税。根据联邦参议院随法案递交的报告，此举旨在作为权宜之计，以便贵金属价格恢复稳定后再由铸币局提供免费将白银打造成银币的服务。不同的来源中对国会没有降低银元含银量给出不同的原因，钱币史学家··朱利安（R.W. Julian）推测，这可能是因为银元在美国硬币中的“旗舰”地位。唐·塔克西（Don Taxay）在有关铸币局和美国硬币历史的著作中指出，“国会让银元保持不便来维持双金属货币地位，但这种硬币还在继续外流，商品交易中难得一见。（国会）没有意识到，美国已经进入金本位。”朱利安也有同样看法，认为法案让美国从事实上进入金本位，因为法律要求人们在选择铸造银币时却要用黄金结算。银元的流通量一直有限，大量银币从1854年开始流向西部，在加利福尼亚州充当“小额零钱”。进入19世纪60年代后，银价仍然居高不下，存入铸币局打造成银元的银锭也很少。为满足收藏家的需要，铸币局开始以每枚1.08美元的价格零售样币。

### 后期生产

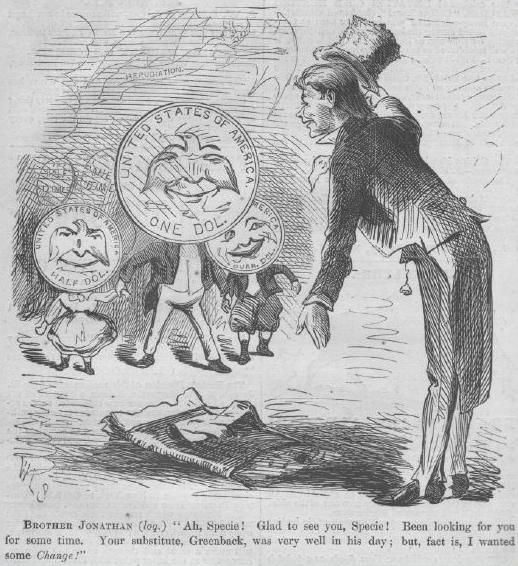
1870年4月9日发行的《哈珀周刊》上刊登漫画，预计政府会恢复贵金属硬币的法偿地位。

钱币学家兼经销商昆汀·戴维·鲍尔斯（Q. David Bowers）认为，1853年以后出产的大部分坐姿自由女神银元都运到了中国，购买包括茶叶和丝绸在内的奢侈品。但朱利安有不同看法，他认为中国虽然主要是以白银作为货币，但这和铸币局继续生产银元没有必然联系，这些硬币实际上是送去满足美国西部的需求。不过，铸币局雕刻部门虽然从1858年开始就多次将银元金属模具送到旧金山铸币局，但旧金山分局1870年以前只在1859年生产过2万枚，同年费城铸币局和新奥尔良铸币局分别生产了25万5700枚和36万枚。1860年后，新奥尔良铸币局的运作因内战爆发而中断，直至1879年才恢复银元生产，但这时坐姿自由女神已被新的设计取代。1861年战争爆发后，贵金属硬币从市场流通中消失，通胀性的绿钞取而代之。1863年4月，新任铸币局局长詹姆斯·波洛克（James Pollock）在信中指出，银元已经“不再进入我们的货币体系。仅有少数是为在亚洲或其他国家交易而制，这些硬币同样没有在国内流通”，为此他建议银元停产。
1861年11月，牧师··沃特金森（M. R. Watkinson）在信中建议，由于内战爆发后美国公民的宗教意识不断增强，因此建议在美国硬币上增加某种宗教口号。波洛克于1863年10月21日向财政部长萨蒙·蔡斯递交报告，表示自己也希望能在美国硬币上增加宗教口号。铸币局开始生产带有多种格言的图案币，其中包括和（两句均为“我们信仰上帝”之意），最终入选的是，于1864年在2美分硬币上首度采用。次年，国会通过法案授予财政部自由裁量权，决定要在哪些硬币上加上这句格言。1866年，包括银元在内的多种贵金属和贱金属硬币上都加上了。
由于联邦政府欠下大笔战争债务，硬币短缺的情况在内战结束后依然没有得到缓解。这使得银币在商品交易中的价值要大幅超过普遍采用的绿钞，反过来又导致政府不愿发行银币。不过，铸币局还是在继续生产银质硬币，只不过暂时存放在金库中，等待投放市场的恰当时机。坐姿自由女神银元是卡森城铸币局生产的第一种硬币，其中第一批于1870年2月11日交付给一位怀特先生（Mr. A. Wright），共计2303枚。卡森城铸币局于1870至1873年间生产银元，其中1870年产量最高，但也只有1万1758枚。1872年费城铸币局生产了110万550枚银元，比任何一年里的任何一家铸币局产量都高，并且1871年的产量也超过100万枚。

## 废止和余波
从1859年开始，内华达领地及美国西部其它地区发现大量银矿藏。1869年，铸币局局长亨利·林德曼（Henry Linderman）开始提议铸币局不再接收银锭储蓄并将之打造成银元。此前银元的产量一直较低，但林德曼认为横贯大陆的铁路贯通后，西部银矿产量会明显上升。事实证明了他的论断，美国白银产量从1867年的1000万金衡制盎司提高到5年后的超过2200万金衡制盎司。林德曼预计，白银供应量会显著增加，导致每盎司白银单价跌至1.2929美元以下，这样标准银元中所含的白银价值就会低于1美元。他还进一步预测，这种价格变化会导致白银供应商将产品直接存入铸币局生产成银元来获利。林德曼担心，廉价白银的货币化会通胀货币，并因格雷欣法则影响而导致黄金退出市场流通。国会为此通过1873年铸币法案，再经总统尤利西斯·辛普森·格兰特于1873年2月12日签署生效。虽然银币倡导者指责该法案是“1873年的罪行”，声称法案是通过欺骗手段通过，但实际情况并非如此，法案先后经过国会5个议程的探讨，并多次向联邦众议院和参议院全体议员宣读和印发。

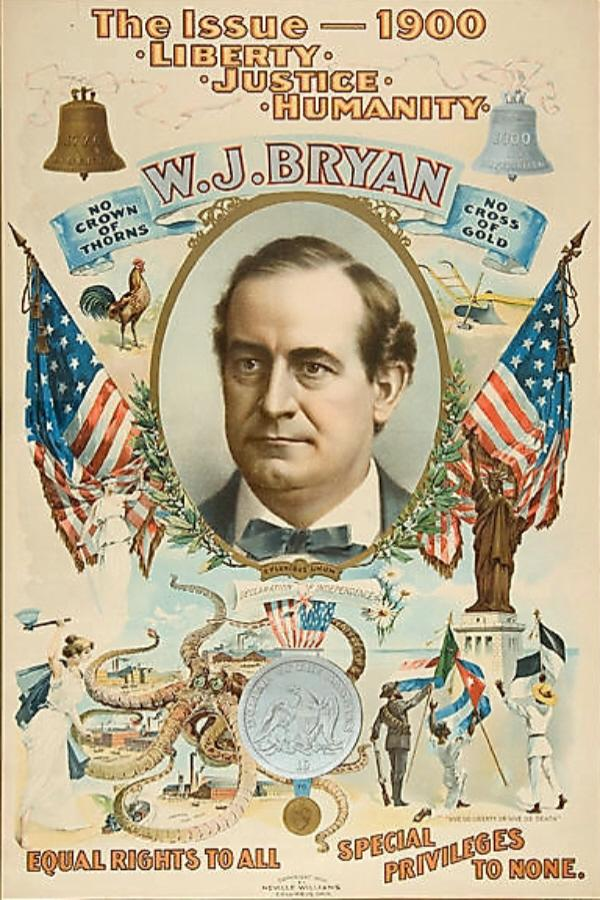
1900年民主党总统候选人威廉·詹宁斯·布莱恩的竞选海报，人像下方的银元类似自由女神银元。

1873年的法案中止了标准银元生产，并授权发行贸易银元，坐姿自由女神系列从此成为历史。贸易银元比标准银元略重，其发行主要是为运往中国进行交易，而不是在美国本土采用，但就在法案通过前，国会增加修正案，让贸易银元拥有5美元的法定支付上限。19世纪70年代中期，白银价格大幅下跌，数以百万计的贸易银元起初在美国西部的商品流通中出现，然后逐渐蔓延全美。在这样的情况下，银行坚持5美元法偿上限就会引发矛盾。其他问题接踵而至，一些雇主先以低价购入贸易银元，再按面值付给雇员工资，雇员虽被迫接受，但心中自然会感到强烈不满。面对日益激烈的公众情绪，国会于1876年取消贸易银元的法偿地位，再于1878年中止流通用贸易银元生产（只为收藏家少量生产），而且同意在1887年赎回外观完好，没有牙印的硬币。
1873年的法案导致存入银锭的储户只能换回法定支付上限仅有5美元的贸易银元，而非标准银元。法案通过时，每金衡制盎司白银约值1.3美元，所以白银生产商也没有什么意见。但从1874年开始，白银价格下跌，美国公开市场的银价要一直到1963年才恢复到不低于1.2929美元的水平。银币的倡导者希望通过自由铸造银币来开拓市场，坚信金银复本位能够给不见起色的经济带来转机，给予需要偿债的农民以喘息空间。许多国会议员也有同样看法，由此引发的第一战以白银势力取得部分胜利结束，国会于1878年通过《布兰德－艾利森法案》（Bland-Allison Act），要求铸币局直接从市场上购买大量白银铸造成币。铸币局遵照执行，采用的是助理雕刻师乔治·摩根的设计方案，出产的硬币人称摩根银元。货币标准问题成为19世纪之后几十年里美国政坛最重要的议题，并在1896年总统大选中变得最为尖锐。民主党候选人威廉·詹宁斯·布莱恩倡导自由铸造银币，他在党派提名大会上发表黄金十字演讲谴责金本位，赢得全场欢呼和党派提名，但在普选中还是不敌共和党对手。1900年，国会通过金本位法，规定只有黄金能够赎回纸币，结束了持续数十年的纷争。

## 收藏
由于早期出产的银元有许多都被私人熔融，因此多个年份版本的坐姿自由女神银元都很少见。1861至1862年熔融的银元更多，纽约财政分署将累积的大量银元送到费城熔融转制成小面额银币。根据理查德·约曼（Richard S. Yeoman）2014年版的《美国钱币指南手册》（A Guide Book of United States Coins），任何成色在谢尔顿硬币分级标准中可以达到收藏标准（“很好”或以上）的坐姿自由女神银元价格都在280美元以上。
1866年版坐姿自由女神银元中存在一种不带的版本，已知尚存的仅有两枚，其中一枚于2005年以120万7500美元高价售出。1870年旧金山铸币局生产的版本（1870-）也很罕见，其确切产量因铸币局没有相关生产纪录而无从考证。从已有纪录看，旧金山分局于1870年5月将两套银元背面模具发回费城，因为这些模具上没有铸造标记，费城之后再重新发来两套有铸造标记的模具。没有任何纪录显示旧金山铸币局曾收到过带有1870年份数字的坐姿自由女神银元正面模具，但这样的硬币的确存在。布林于1988年撰文，列出12枚确知存在的1870-版，他估计这些都是嵌在基石中的展示币。2003年，一枚1870-版坐姿自由女神银元经拍卖以109万2500美元价格成交。1873-从纪录看产量有700枚，但却没有任何一枚确定尚存于世。按照惯例，有两枚硬币会送往费城，等待美国化验委员会1874年的年度检验，但这两枚显然也没能保存下来。布林推测，这700枚银元可能都和其它陈旧银币一起熔毁。

### 引用
1. 1 2  Coin World Almanac 1977，第247頁.
2. ↑  Lange，第37頁.
3. 1 2  Julian，第431頁.
4. ↑  Taxay，第125–126頁.
5. 1 2  Julian，第495頁.
6. ↑  Lange，第41頁.
7. ↑  Taxay，第145, 149頁.
8. ↑  Lange，第41–43頁.
9. ↑  Coin World Almanac 1977，第200–202頁.
10. ↑  Yeoman，第222頁.
11. 1 2 3 4 5  Julian，第496頁.
12. 1 2  Taxay，第171頁.
13. ↑  Coin World Almanac 1977，第211頁.
14. 1 2 3  Lange，第46頁.
15. 1 2  Julian，第498頁.
16. 1 2  Julian，第504頁.
17. ↑  Peters，第246–251頁.
18. 1 2 3  Vermeule，第47頁.
19. ↑  Yeoman，第139–142, 147–151, 163–167, 195–200頁.
20. ↑  Julian，第505頁.
21. 1 2 3 4  Julian，第535頁.
22. ↑  Taxay，第150頁.
23. ↑  Yeoman，第185, 234頁.
24. 1 2 3 4 5 6 7  Breen，第436頁.
25. ↑  Yeoman，第217頁.
26. ↑  Vermeule，第47–48頁.
27. 1 2  Lange，第47頁.
28. 1 2  Julian，第537頁.
29. ↑  Yeoman，第214頁.
30. 1 2 3  Yeoman，第218頁.
31. 1 2  Julian，第538頁.
32. 1 2 3  Julian，第539頁.
33. ↑  Taxay，第219–224頁.
34. ↑  Taxay，第221頁.
35. ↑  Julian，第540頁.
36. 1 2  Julian，第542頁.
37. ↑  Yeoman，第218–222頁.
38. ↑  Coin World Almanac 1977，第203頁.
39. 1 2  Julian，第544頁.
40. ↑  Coin World Almanac 1977，第321–325頁.
41. ↑  Julian，第546頁.
42. ↑  Julian，第547頁.
43. ↑  Lange，第111頁.
44. ↑  Coin World Almanac 1977，第165頁.
45. ↑  Van Allen & Mallis，第21–23頁.
46. ↑  Taxay，第259–261頁.
47. ↑  Van Allen & Mallis，第23頁.
48. ↑  Breen，第466頁.
49. ↑  Breen，第441–443頁.
50. ↑  Taxay，第259頁.
51. ↑  Coin World Almanac 1977，第153頁.
52. ↑  Coin World Almanac 1977，第167, 179–180頁.
53. ↑  Coin World Almanac 1977，第216–217頁.
54. 1 2  Lange，第119–122頁.
55. ↑  Taxay，第267–271頁.
56. ↑  Breen，第443頁.
57. ↑  Breen，第436–443頁.
58. ↑  Yeoman，第222–223頁.
59. 1 2  Yeoman，第223頁.
60. ↑  Breen，第442頁.
61. ↑  Breen，第440–441頁.